# 2031
|  | Denne artikel beskriver en fremtidig begivenhed Denne artikel eller sektion handler om planlagt eller forventet fremtidig begivenhed. Der kan forekomme spekulativ information, og indholdet kan ændres dramatisk når begivenheden nærmer sig og mere information bliver tilgængelig. |

| 2031               |
| ------------------ |
| Dødsfald - Fødsler |
| • Sport            |

| Gregoriansk kalender | 2031 MMXXXI             |
| Ab urbe condita      | 2784                    |
| Armensk kalender     | 1480 ԹՎ ՌՆՁ             |
| Kinesiske kalender   | 4727 – 4728 庚戌 – 辛亥 |
| Etiopisk kalender    | 2023 – 2024             |
| Jødisk kalender      | 5791 – 5792             |
| Hindukalendere       |                         |
| - Vikram Samvat      | 2086 – 2087             |
| - Shaka Samvat       | 1953 – 1954             |
| - Kali Yuga          | 5132 – 5133             |
| Iransk kalender      | 1409 – 1410             |
| Islamisk kalender    | 1453 – 1454             |

2031 (MMXXXI) begynder på en onsdag. Påsken falder dette år den 13. april
Se også 2031 (tal)

## Fremtidige begivenheder
- Næstvedmotorvejen (primærrute 54) mellem Næstved og Rønnede åbner for trafik.

## Film
- Heavy Metal (1981) – et segment af filmen foregår den 3. juli 2031.